# Сісілі-Айленд (Луїзіана)
Сісілі-Айленд (англ. Sicily Island) — селище (англ. village) в США, в окрузі Катаула штату Луїзіана. Населення — 366 осіб (2020).

## Географія
Сісілі-Айленд розташоване за координатами 31°50′56″ пн. ш. 91°39′34″ зх. д. / 31.84889° пн. ш. 91.65944° зх. д. (31.848832, -91.659357).  За даними Бюро перепису населення США в 2010 році селище мало площу 1,49 км², з яких 1,49 км² — суходіл та 0,00 км² — водойми.

## Демографія
Згідно з переписом 2010 року, у селищі мешкало 526 осіб у 204 домогосподарствах у складі 132 родин. Густота населення становила 353 особи/км².  Було 261 помешкання (175/км²).
Расовий склад населення:
| - 64,1 % — чорних або афроамериканців - 34,2 % — білих - 0,2 % — азіатів |

До двох чи більше рас належало 1,3 %. Частка іспаномовних становила 0,4 % від усіх жителів.
За віковим діапазоном населення розподілялося таким чином: 26,4 % — особи молодші 18 років, 61,1 % — особи у віці 18—64 років, 12,5 % — особи у віці 65 років та старші. Медіана віку мешканця становила 37,4 року. На 100 осіб жіночої статі у селищі припадало 92,0 чоловіків;  на 100 жінок у віці від 18 років та старших — 81,7 чоловіків також старших 18 років.
Середній дохід на одне домашнє господарство  становив 28 029 доларів США (медіана — 19 205), а середній дохід на одну сім'ю — 38 623 долари (медіана — 30 536). За межею бідності перебувало 41,2 % осіб, у тому числі 65,7 % дітей у віці до 18 років та 26,8 % осіб у віці 65 років та старших.
Цивільне працевлаштоване населення становило 142 особи. Основні галузі зайнятості: освіта, охорона здоров'я та соціальна допомога — 45,1 %, науковці, спеціалісти, менеджери — 12,7 %, будівництво — 11,3 %.